# Georg Friedrich Schenck
Georg Friedrich Schenck (* 1953 in Aachen) ist ein deutscher Pianist und Hochschullehrer.

## Leben
Schenck studierte bei Bernhard Ebert an der Hochschule für Musik, Theater und Medien Hannover, besuchte eine Meisterklasse von Claudio Arrau und war dann viele Jahre Schüler des US-amerikanischen Pianisten André Watts, mit dem er auch im Klavierduo auftrat. 1986 erhielt er eine Professur an der Robert Schumann Hochschule Düsseldorf.
1987/88 führte er sämtliche Klaviersonaten Beethovens auf und veröffentlichte ein Album mit Klavierwerken Paul Hindemiths. Für seine CD mit Klaviertranskriptionen von Johannes Brahms erhielt er mehrere Auszeichnungen.
Die Komponistin Adriana Hölszky widmete ihm ihr Werk Hörfenster für Franz Liszt, das 1989 in Frankfurt am Main zur Uraufführung gelangte.
Zu seinen Schülern zählen der bulgarische Pianist Evgeni Bozhanov und die koreanische Pianistin Sukyeon Kim.

## Diskografie (Auswahl)
- Paul Hindemith, Klavierwerke (Koch-Schwann, 1988)
- Ludwig van Beethoven, Klaviersonate B-Dur op. 106 und Klaviersonate C-Dur op. 2 Nr. 3 (Piano Classics, 2000)
- Johannes Brahms, Klaviertranskriptionen (Koch-Schwann)
- Ludwig van Beethoven, Klavierstücke (Brilliant Classics)
- Ludwig van Beethoven, Klaviersonaten Nr. 5, 15, 21 und 25 (Warner Classics Japan)